# Недко Миленов
Недко Валентинов Миленов е български футболист, полузащитник, състезател на ФК Раковски (Раковски).
Роден е на 9 октомври 1978 г. във Велинград.
Юноша на Ботев (Пловдив). Играл е за Тракия (Звъничево), Велбъжд, Ботев, Миньор (Перник) и Чепинец.
В А група има 115 мача и 15 гола. Бронзов медалист през 1999 и 2000 г. с Велбъжд. Има 7 мача за младежкия национален отбор.

## Статистика по сезони
- Тракия (Зв) - 1996/97 - А ОФГ, 17 мача/4 гола
- Тракия (Зв) - 1997/98 - В група, 26/9
- Велбъжд - 1998/99 - А група, 20/2
- Ботев - 1999/ес. - А група, 2/0
- Велбъжд - 1999/00 - А група, 14/2
- Ботев - 2000/01 - А група, 15/2
- Миньор (Пк) - 2001/ес. - Б група, 1/0
- Чепинец - 2001/02 - А ОФГ, 23/21
- Ботев - 2002/03 - А група, 17/2
- Ботев - 2003/04 - А група, 26/5
- Ботев - 2004/05 - Б група, 26/3
- Ботев - 2005/06 - А група, 23/2
- Ботев - 2006/07 - А група

## Източник
1. ↑  Nedko Milenov